# Jaromír Borecký

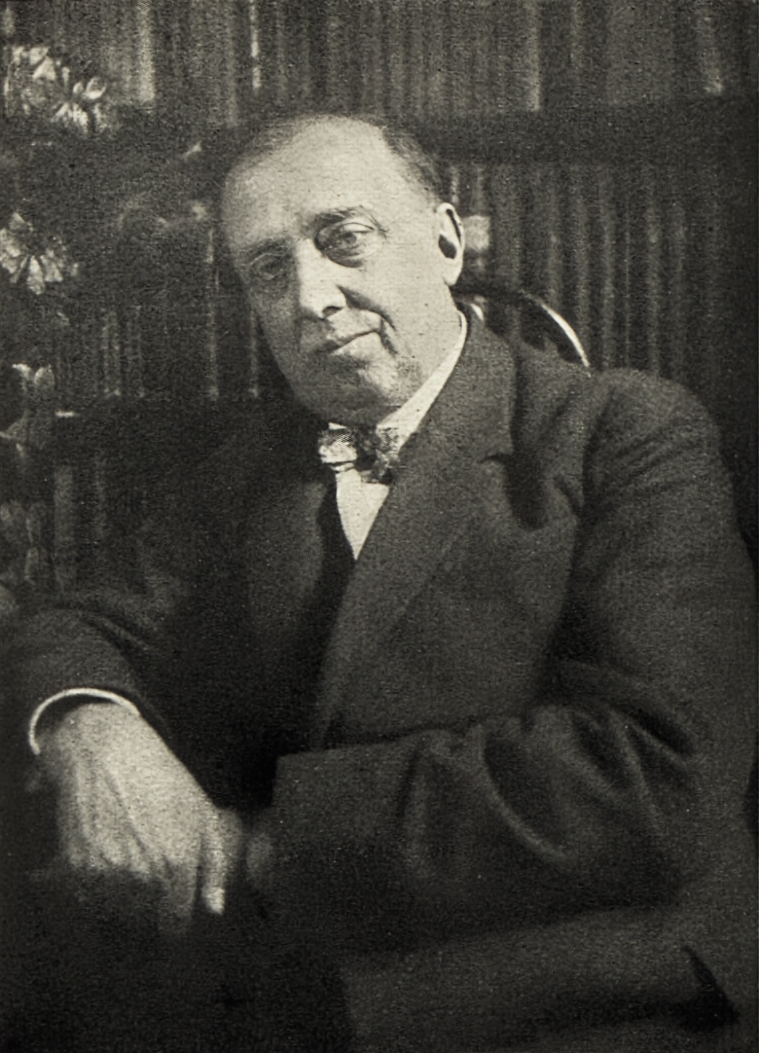
Jaromír Borecký šedesátníkem (Světozor, 1. srpna 1929)

Jaromír Borecký (6. srpna 1869 České Budějovice – 8. května 1951 Praha) byl český spisovatel, básník, překladatel, redaktor, hudební kritik a knihovník.

## Život
Narodil se v rodině Johanna Boreckého (1827–1912) a Anny rozené Isákové (1835–1927). Měl dva sourozence Václava (1858–1918) a Zdenku (1867–1954). Se svou ženou primabalerínou Národního divadla  Františkou Schöpfovou (1862–1946) měl dvě děti: Jaromíru Rödlovou (1901–1969) a Miloše (1903–1954), který se stal orientalistou, rovněž zaměřeným na Írán a starobylou perštinu.
Gymnázium studoval v Písku, ale maturoval v Praze, kam se s rodiči přestěhoval. Po gymnáziu studoval moderní, klasickou, orientální filologii a historii na Filozofické fakultě Univerzity Karlovy. V roce 1899 získal doktorský titul. Tématem dizertační práce byla literárně historická studie Knihy králů perského básníka Firdaúsího. Věnoval se také studiu hudby a hudební teorie. Od roku 1891 byl úředníkem Veřejné a univerzitní knihovny (dnes Národní knihovna), v letech 1920–1930 jejím ředitelem. Od roku 1901 přednášel českou literaturu na konzervatoři. Působil v řadě spolků a výborů, podílel se například na založení Překladatelského spolku, Syndikátu českých spisovatelů, působil v řadě spolků a výborů. Od roku 1919 pracoval v poradních sborech (např. pro knihovnictví), organizovaných ministerstvem školství a národní osvěty.
Od studií na univerzitě se stýkal s Jaroslavem Kvapilem, F. X. Šaldou, bratry Mrštíkovými, Antonínem Sovou a dalšími literáty.  
Jeho literární činnost byla ovlivněna stálým zájmem o vážnou hudbu, přátelstvím s Jaroslavem Vrchlickým, orientální literaturou a francouzskými dekadenty. Boreckého lyrika se vyznačuje výraznou náladovostí a hudebností, jeho próza zachycuje život českých lidí v cizím prostředí. Od roku 1888 publikoval své básně v časopisech, poprvé ve Světozoru. V roce 1891 mu vyšla první lyrická sbírka Rosa mystica, předznamenávající symbolismus v české poezii. Projevil se v ní i vliv perské poezie, mystika Fattáhího a Omara Chajjáma. Boreckého lyrika se vyznačuje výraznou náladovostí a hudebností, jeho próza zachycuje život českých lidí v cizím prostředí.
Hudební nadání a vzdělání ho přivedly k napsání operního libreta (Krakonoš), k hudební kritice a dějinám hudby. V roce 1903 přeložil dvoudílný Katechismus dějin hudby (Musiklexikon) od německého muzikologa Hugo Riemanna.
Překládal z angličtiny, francouzštiny, italštiny, němčiny, polštiny, portugalštiny, sanskrtu, španělštiny, ale hlavně z perštiny. V časopise Česká revue publikoval roku 1900 čtyřicet čtyřverší perského básníka Chajjáma a jeho poezii překládal celý život. V roce 1945 byla vydána sbírka Chajjámových čtyřverší, kterou opatřil vysvětlivkami a doslovem jeho syn Miloš Borecký. Věnoval se rozsáhlé práci redakční a kritické, publikoval např. v České Thalii, Národních listech, Národní politice. Psal i studie o autorech, které překládal nebo osobnostech české kultury (Jirásek, Dvořák, Jan Dismas Zelenka). V roce 1913 mu vyšla studie o Jaroslavu Vrchlickém v časopise Slovanský přehled. Redigoval Sborník společnosti Jaroslava Vrchlického, revui Topičův sborník a po Antonínu Klášterském Literární týdeník Zvon, sérii Sborník světové poezie aj.
V roce 1915 se stal dopisujícím členem České akademie. Po odchodu do důchodu v roce 1930 se věnoval hlavně překladatelské činnosti. Roku 1939 byl jmenován čestným občanem města Písku. Do města svého mládí se často vracel na letní pobyty.
Jaromír Borecký zemřel 8. března 1951 v Praze ve věku 81 let. 

## Dílo

### Básně
- Rosa mystika – Praha: Jaroslav Pospíšil, 1892
- Básníkův kancionál: láska – Praha: Máj, 1905
- Zpěvy života – Praha: Máj, 1911
- Pršely růže ... – Praha: František Topič, 1920
- 8 nejkrásnějších – [Žermanice – Petr Bezruč; Je láska – Jaromír Borecký]. Ostrava-Vítkovice: Knihovna literárního kruhu, 1949

### Drama
- Krakonoš: opera o třech jednáních – hudba J. R. Rozkošný. Praha: F. A. Urbánek, 1890

### Próza
- Na cizím: románové studie. Praha: Unie, 1920

### Spisy
- Abul Kásim Firdúsí – dizertační práce. Praha: Univerzita Karlova, 1899
- Několik myšlének o Flaubertově "Pokušení sv. Antonína" – Praha: s. n., po 1900
- Česká poezie XIX. století. Slovenská literatura[10] – in: Devatenácté století slovem i obrazem (viz níže)
- Jaroslav Vrchlický: pokus o studium jeho díla – Praha: Máj, 1906
- Bedřich Smetana: tvůrce české hudby národní – J. S. Machar, O. Hostinský, Zdeněk Nejedlý, J. Borecký, F. V. Krejčí. Praha: Karel Ločák, 1909
- Jaroslav Kvapil – Praha: Máj, 1918
- Stručný přehled dějin české hudby – Praha: Mojmír Urbánek, 1928
- Stručný přehled dějin evropské hudby – Praha: M. Urbánek, 1929
- Alois Jirásek – Praha: Česká akademie věd a umění (ČAVU), 1933

### Překlady
- Tereza Raquinová: román – Emil Zola. Praha: J. Pospíšil, 1892
- Krásná Niverňanka: historie staré lodi a jejího mužstva – Alfons Daudet. Praha: J. Pospíšil, 1893
- Masky: drama o jednom dějství – Roberto Bracco; z italštiny Praha: Jan Otto, 1894
- Bratři Zemganno – Edmond de Goncourt. Praha: František Šimáček, 1894
- Méghadút, čili, Oblak poslem lásky: elegie – Kálidása; přeložili Josef Zubatý a Jaromír Borecký. Praha: Alois Wiesner, 1903
- Katechismus dějin hudby – Hugo Riemann; přeložil a opatřil dodatkem o české hudbě. Praha: Mojmír Urbánek,1903
- Sokratova žena: komedie – Théodore de Banville. Praha: Jan Otto, 1905
- Kniha králů – Firdúsí; z perštiny. Praha: Česká akademie Františka Josefa pro vědy, slovesnost a umění, 1910
- Sonety: znělky milostné, znělky krymské – Adam Mickiewicz. Praha: Alois Hynek, 1911
- Triumf smrti – Gabriele d'Annunzio. Praha: J. R. Vilímek, 1912?
- Život – Guy de Maupassant; ilustrace Auguste Leroux. Praha: J. R. Vilímek, 1911
- Povídky ze staré Francie – Jean Moréas. Praha: F. Topič, 1914
- Obraz Doriana Graye – Oscar Wilde; přeložili Antonín Tille a Jaromír Borecký. Praha: Máj, po 1917
- Varšavanka – Stanisław Wyspiański. Praha: Jan Otto, 1918
- Pokušení sv. Antonína – Gustave Flaubert. Praha: F. Škeřík, 1921
- Pagoda lásky a jiné povídky – Myriam Harry. Praha: Máj, 1921
- Třicítiletá – Honore de Balzac. Praha: J. R. Vilímek, 1925
- Život – Guy de Maupassant. Praha: J. R. Vilímek, 1933
- Návrat do ráje – Teixeira de Pascoaes; z portugalštiny přeložili Jaromír Borecký a Rudolf J. Slabý. Praha: ČAVU, 1936
- Šílený Bůh: drama ve 4 dějstvích – José Echegaray. Praha: Máj, 1937
- Gítagóvinda: píseň o lásce Kršnově – Džajadéva; přeložili Josef Zubatý a Jaromír Borecký; k vydání připravil a komentáře sestavil Jiří Hubáček; úvodní studie Jiří Hubáček a Jakub Čejka. Červený Kostelec: Pavel Mervart, 2021

### Jiné
- Renáta Mauperinova: román – J. a E. Goncourtové; přeložil Adolf Holk; napsal úvod. Praha: J. Otto, 1900
- Máj 1903: Ročník I. – František Herites; [J. Borecký, Metoděj Jahn, R. J. Kronbauer, Vilém Mrštík, Felix Téver, Emil Tréval]. Praha: Máj, 1903
- Vzpomínky členů Máje: Bohumil Adámek. J. Borecký. Díl 2 – R. J.  Kronbauer; [Jan Havlasa, Josef Havlík, F. S. Holeček, M. Jahn, V. K. Jeřábek, Jan Klecanda, J. D. Konrád, Karel Leger, Alois Mrštík, Jan Osten, František Sekanina, Josef Šmaha, Emil Tréval]. Praha: Máj, 1904
- Devatenácté století slovem i obrazem: dějiny politické a kulturní. Díl I., 2 svazky – redaktor: Jan Klecanda; spolupracovníci: Bohumil Bauše, J. Borecký, František Xaver Harlas, Alois Irmler, Karel Jonáš, F. V. Krejčí, Jan Ladecký, František Mašek, Jaroslav Preis, J. Šedivý, Břetislav Šetlík, Ondřej Schrutz, Karel Štěpánek, J. J. Toužimský, Jaroslav Vrchlický. Praha: Unie, 1904
- Devatenácté století slovem i obrazem: dějiny politické a kulturní. Díl II., svazek druhý – redaktor: Jan Klecanda; spolupracovníci: Bohumil Bauše, J. Borecký, František Xaver Harlas, Alois Irmler, Karel Jonáš, F. V. Krejčí, Jan Ladecký, František Mašek, Jaroslav Preis, J. Šedivý, Břetislav Šetlík, Ondřej Schrutz, Karel Štěpánek, J. J. Toužimský, Jaroslav Vrchlický. Praha: Unie, po 1904
- Žena – uspořádali František Herites, J. Borecký; přispěli členové Máje Adolf Heyduk ... [et al.] Praha: Máj, 1906
- Máj 1908: Ročník VI. – František Herites; ilustrace Mikoláš Aleš, Antonín Chittussi, Josef Mánes; [J. Borecký, Adol Heyduk, Antonín Klášterský, Karel Klostermann, Jaroslav Vrchlický]. Praha: Máj, 1908
- Talisman – Nedždet; in: 1000 nejkrásnějších novel č. 1; z turečtiny přeložil Quido Jarník, napsal úvod, s.71–81. Praha: J. R. Vilímek, 1911[11]
- Topičův sborník literární a umělecký. Roč. I., 1913–1914 – redakce: J. Borecký, Adolf Wenig. Praha: František Topič, 1913
- Vzpomínáme vás ...: bohatýrům Balkánu čeští spisovatelé a umělci – redigovali: výtvarnou část: Mikoláš Aleš a Otokar Štáfl; slovesnou část: Em. z Lešehradu, Pavel List, F. S. Procházka, K. Rožek a Q. M. Vyskočil; hudební část: Jaromír Borecký a J. Hoffmeister. Praha: Máj, 1913
- Topičův sborník literární a umělecký. Roč. II–X. – redaktoři J. Borecký, Adolf Wenig, Rudolf Vejrych. Praha: F. Topič, 1914–1923
- Sborníky Společnosti Jaroslava Vrchlického. – redakce: J. Borecký, P. M. Haškovec, A. Klášterský. Praha: Společnost, 1915–1937
- Když slunce zapadlo --: písně a nálady – Teréza Dubrovská; v úpravě M. Kalába; o básnířce J. Borecký. Praha: F. Topič, 1918
- Závěť Dra Fr. Lad. Riegra – upravil a původními dřevoryty vyzdobil F. Kobliha; [J. Borecký, Karel Mattuš, R. J. Kronbauer]. Praha: Máj, 1918
- Sedlák svým pánem: veselohra o čtyřech jednáních – Lope de Vega; ze španělského pro česká jeviště zpracoval Jaroslav Vrchlický; s úvodem J. Boreckého. Praha: Zora, 1919
- Chvatěruby: návštěvníkům v milou upomínku: uspořádal sborník; obálku navrhl V. H. Brunner. Praha: F. X. Matějovský, 1922
- Výbor básní – Anton Aškerc; přeložil Jaroslav Vrchlický; napsal úvod. Praha: J. Otto, 1923
- Almanach k čtyřicátému výročí založení závodu F. Topič v Praze, 1883–1923: seznam knih, obrazů a plastik – J. Borecký... et al. Praha: F. Topič, 1923
- O knihovně a museu Jaroslava Vrchlického – redakce J. Borecký a Václav Brtník. Praha: Společnost, 1923
- Pravidla katalogu základního (lístkového abecedního seznamu jmenného) s dodatkem o popisu spisů drobných: schváleno výnosem ministerstva školství a národní osvěty ze dne 14. února 1924 – sestavil. Praha: 1925
- Klub Pickwickův: humoristický román – Charles Dickens; přeložil Jiří Ščerbinský; úvod F. X. Prusík; úprava veršů J. Borecký. Praha: J. Otto, 1925
- Ze starých časů – Josefa Vejrychová; napsal předmluvu. Praha: Spolek českých bibliofilů, 1931
- Soubor literárních prací a studií vztahujících se k dílu a osobě Jaroslava Vrchlického. [R.] 1938–1941 – vydaných Společností Jaroslava Vrchlického; redakce J. Borecký, Václav Brtník a Bohuslav Knoesl. Praha: Unie, 1942
- Svatopluku Čechovi: památník Jednoty Svatopluka Čecha k uctění 100. narozenin básníkových – uspořádali J. Borecký, Albert Pražák, Antonín Procházka, Ferdinand Strejček; v grafické úpravě Cyrila Boudy. Praha: Topičova edice, 1946